# Zvi Magen
Zvi Magen (hebräisch צבי מגן; * 1945) ist ein israelischer Diplomat.
Magen war von 1993 bis 1997 israelischer Botschafter in der Ukraine. Danach war er von 1998 bis 1999 Botschafter in Russland. Von 1999 bis 2006 leitete er Nativ, eine israelische Organisation für den Kontakt zur jüdischen Diaspora in den ehemaligen Ostblockstaaten. Von 2006 bis 2009 leitete Magen das Institute for Eurasian Studies am Interdisciplinary Center in Herzlia.